# تساگرزدورف
تساگرزدورف (به آلمانی: Zagersdorf) یک Landgemeinde و شهرستان اتریش در اتریش است که در Eisenstadt-Umgebung District واقع شده‌است.

## خصوصیات
تساگرزدورف  ۹۹۹ نفر جمعیت دارد.